# Артаван (Араґацотн)
Артаван (вірм. Հարթավան) — село в марзі Арагацотн, у центрі Вірменії. Село розташоване за 22 км на північ від міста Аштарак і за 16 км на південний схід від міста Апаран. За 2 км на захід розташоване село Шенаван, в 5 на північ розташоване село Кучак, за 7 км на північний схід розташована дамба Апаранського водосховища на річці Касах. За 8 км на південний схід розташоване село Єрінджатап, за 6 км на південь розташоване село Апнагюх, а за 6 км на північний захід розташоване село Ара.
В селі розташовані церква Аствацнакал XIII століття та дзвіниця XIII століття. В селі народився Хачатрян Рафік Гарегінович — вірменський і радянський скульптор, який працював в галузі монументальної та станкової скульптури.